# Pico Mucuñuque
El Pico Mucuñuque, también conocido como Pico Santo Domingo, es un prominente pico de montaña, con una altitud de 4610 metros sobre el nivel del mar, una de las de mayor elevación de Venezuela. Se encuentra ubicado en el Parque nacional Sierra Nevada, a unos 100 km al noreste de la ciudad de Mérida, Venezuela.

## Historia
El Pico Mucuñuqe fue ascendido por primera vez por el topógrafo venezolano ALfredo Jahn el 11 de diciembre de 1910 con la finalidad de hacer mediciones de altura. Su medida ese año fue de 4670 m, asombrosamente cercano considerando los instrumentos barométricos de la era. Luego, en 1922, el Mucuñuque fue escalado por Moritz Blumenthal y Salomón Villareal con objetivos topográficos similares a los de Jahn doce años antes.

## Geografía

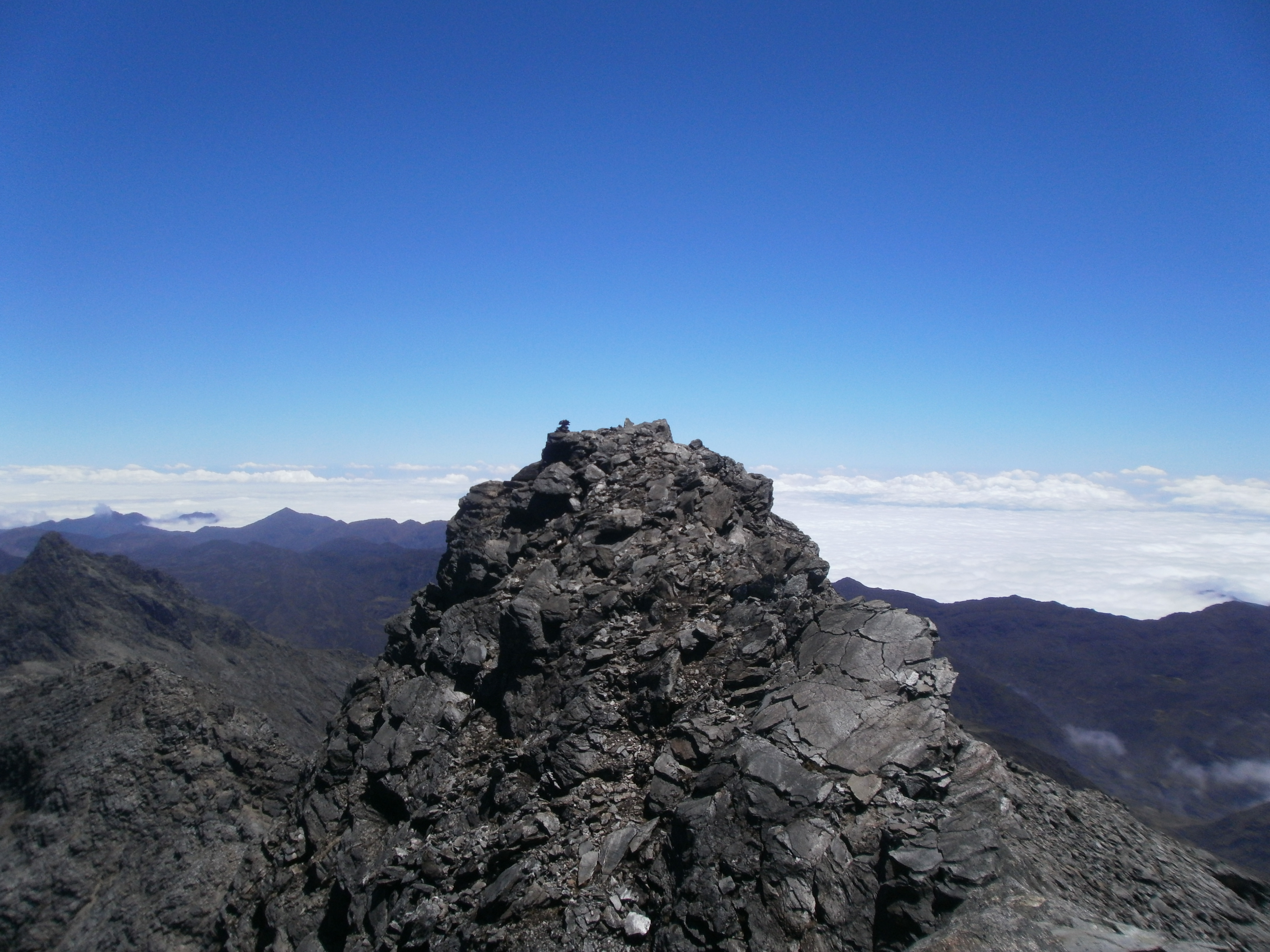
Gran perfil rocoso de la cumbre del Pico Mucuñuque.

El Pico Mucuñuque se encuentra ubicado en un punto geográfico donde convergen tres líneas de cresta sobre las cuencas de tres ríos: la cuenca del Río Chama, la cuenca del río Santo Domingo y la cuenca del Canaguá. Dos de ellos nacen en sus faldas: el Santo Domingo y el río Canaguá. Por lo peculiar de la forma de su cima, el Pico Mucuñuque comparte con otros picos elevados, incluyendo el Pico Mifés y el pico Cebolla ambos al oeste del Mucuñuque que es el más alto de la cumbre y señalizado por un trípode de metal incrustado en la roca. Presenta una temperatura media anual de -0.2 °C, con presencia de heladas durante la temporada seca y de nevadas durante la temporada de lluvias, por lo cual entraría en la clasificación climática de clima gélido (nival) por efecto de altura (EFH).

## Ascenso
La subida del Pico Mucuñuque se logra comenzando por la Laguna de Mucubají, a 3550 m s. n. m., considerado el campamento base y al que se llega por la carretera Mérida - Barinas. El camino toma dirección sur por el valle, con un muy ligero pendiente por unos 1.5 km después del cual la pendiente se hace más elevada. Cerca del final del valle la carretera gira hacia el lado derecho y toma una especie de rampa hasta el Pico Mifes, a 4600 m s. n. m. Este pico se confunde comúnmente con la cumbre del Pico Mucuñuque. Desde el Mifes se debe continuar por un sendero que va sobre el barranco hacia el este-sureste. Esta es la parte más peligrosa del camino porque hay un fuerte abismo a ambos lados de la ruta con rocas que pueden estar sueltas o muy resbalosas durante la estación de lluvias. Después de este paso se llega a la verdadera cumbre del Mucuñuque, a 4670 m s. n. m.